# William Cohen

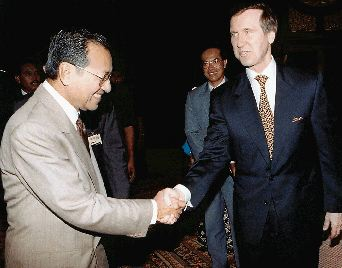
William Cohen a Předseda vlády Malajsie Mahathir Mohamad (12. ledna 1998)

William Cohen (* jako William Sebastian Cohen; 28. srpna 1940 Bangor, Maine) je americký politik. V letech 1973–1979 byl členem Sněmovny reprezentantů Spojených států amerických za druhý okrsek státu Maine a od roku 1979 až do roku 1997 byl senátorem za stejný stát. V letech 1997–2001 zastával funkci Ministra obrany Spojených států amerických.